# Martini International
De Martini International was een golftoernooi van de Europese PGA Tour. Het werd gespeeld van 1961 t/m 1983 op banen in Engeland, Schotland of Wales. Het prijzengeld was de laatste jaren rond de € 80.000, daarmee was het een middelgroot toernooi.
Eén record is tijdens het toernooi in 1971 gemaakt: John Hudson maakte op twee achtereenvolgende holes een hole-in-one gemaakt. Dit gebeurde op hole 12 (par-3) en hole 13 (een naar beneden lopende par-4) van de Royal Norwich Golf Club.

## Winnaars
- 1961:  Bernard Hunt
- 1962:  Peter Thomson
- 1963:  Neil Coles en  Christy O'Connor sr. (tie)
- 1964:  Christy O'Connor sr.
- 1965:  Peter Butler
- 1966:  Peter Alliss en W. Large (tie)
- 1967:  Malcolm Gregson en  Brian Huggett (tie)
- 1968:  Brian Huggett
- 1969:  Gordon Caygill en  Graham Henning  (tie)
- 1970:  Douglas Sewell en  Peter Thomson (tie)
- 1971:  Bernard Gallacher
- 1972:  Brian Barnes
- 1973:  Maurice Bembridge
- 1974:  Stewart Ginn
- 1975:  Christy O'Connor jr. en  Ian Stanley (tie)
- 1976:  Sam Torrance
- 1977:  Greg Norman
- 1978:  Seve Ballesteros
- 1979:  Greg Norman
- 1980:  Seve Ballesteros
- 1981:  Greg Norman
- 1982:  Bernard Gallacher
- 1983:  Nick Faldo